# 慕可舜
慕可舜，台湾韩裔军火商人，涉嫌为中华人民共和国采购军事物品（如F-16和UH-60的引擎等）在美国被捕，最後罪名不成立。
曾任美國國防承包商洛克希德·马丁公司業務代表的台灣知名韓裔軍火商慕可舜（Ko-Suen "Bill" Moo），他2005年11月因違反《聯邦武器出口管制法》（Arms Export Control Act），企圖出售F-16及黑鷹直升機UH-60的引擎、巡航導彈和空對空導彈等武器給中國，在邁阿密被逮，最後罪名不成立。但因曾試圖向中間人支付50萬美元逃脫監禁，被判有期徒刑六年半。已刑滿出獄， 被遣返台灣。移民署並未接獲任何單位要求對他注檢或攔查的公文。